# Vidnoje
Vidnoje (Russisch: Ви́дное) is een stad in oblast Moskou, op drie kilometer ten zuiden van de stadsgrenzen van Moskou.
Begonnen als datsjagemeenschap Rastorgoejevo in 1902. De Soechanovkagevangenis werd opgericht door de NKVD in 1938 op de grond van het oude Jekaterinskaja Poestynklooster. In 1949 werd Vidnoje opgericht voor de werknemers op de nieuw gebouwde Moskou Cokes en gasfabrieken (werk op de fabriek begon in 1937, maar werd onderbroken tijdens de Tweede Wereldoorlog). Vidnoje kreeg de status van stad in 1965.

## Zustersteden
Glyfada, Griekenland
 Kant, Kirgizië
 Nuwara Eliya, Sri Lanka
 Shaoshan, China
 Tuusula, Finland

## Geboren
- Igor Akinfejev (1986), voetballer (doelman)

## Galerij

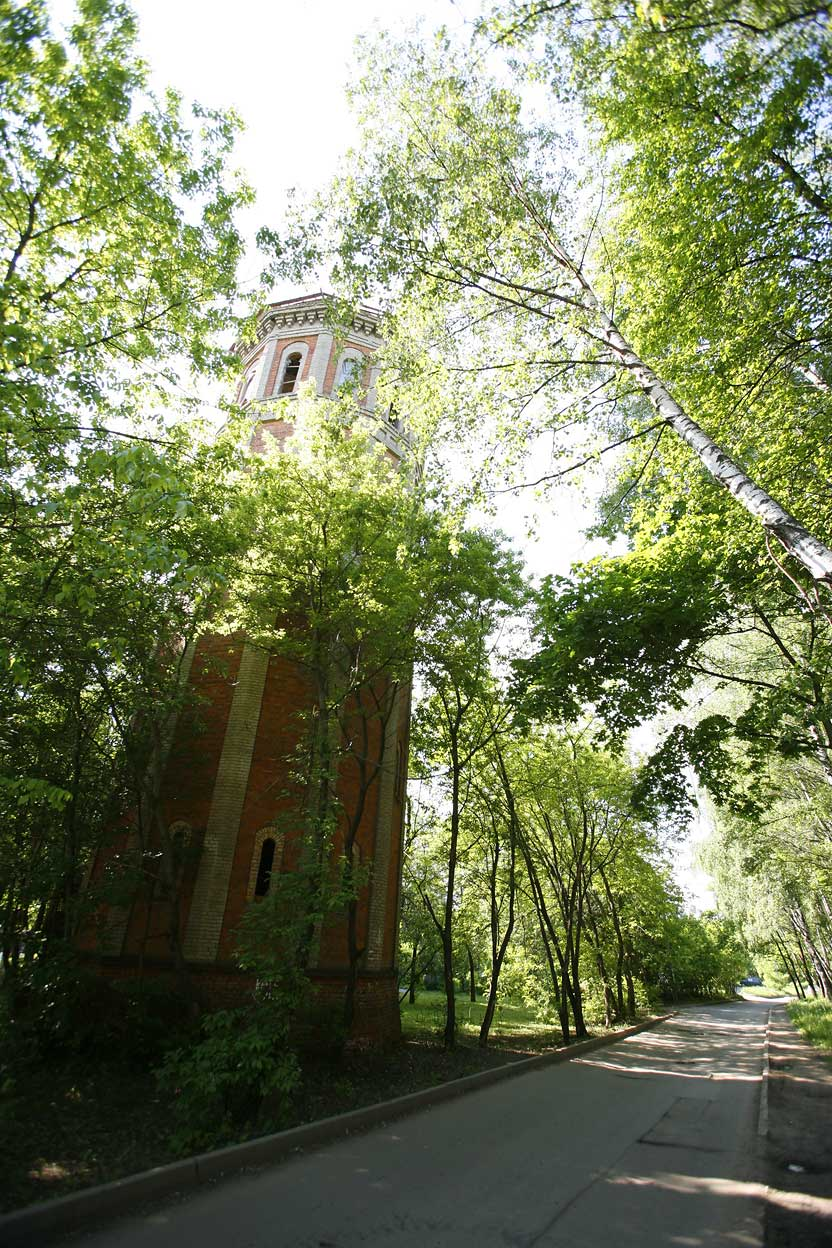
Zavodskaja Straat.
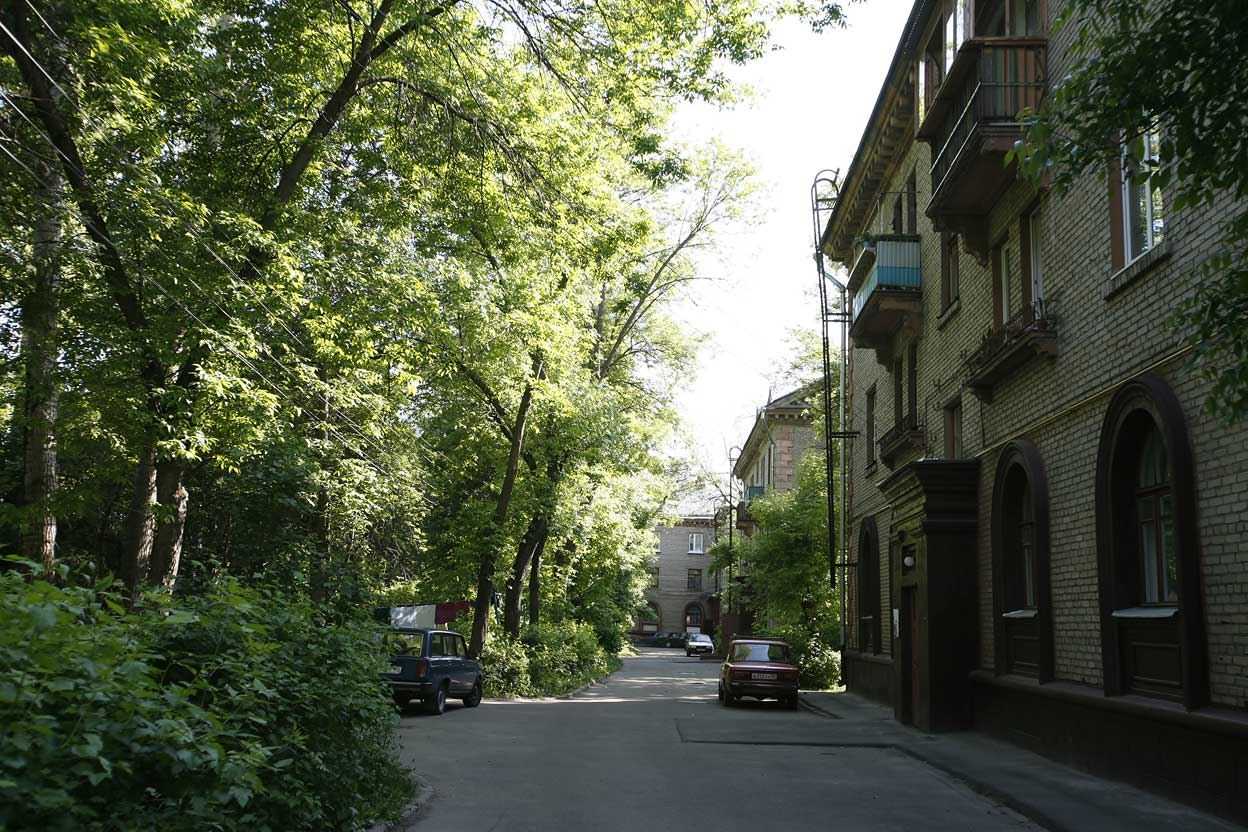
Achtertuin.
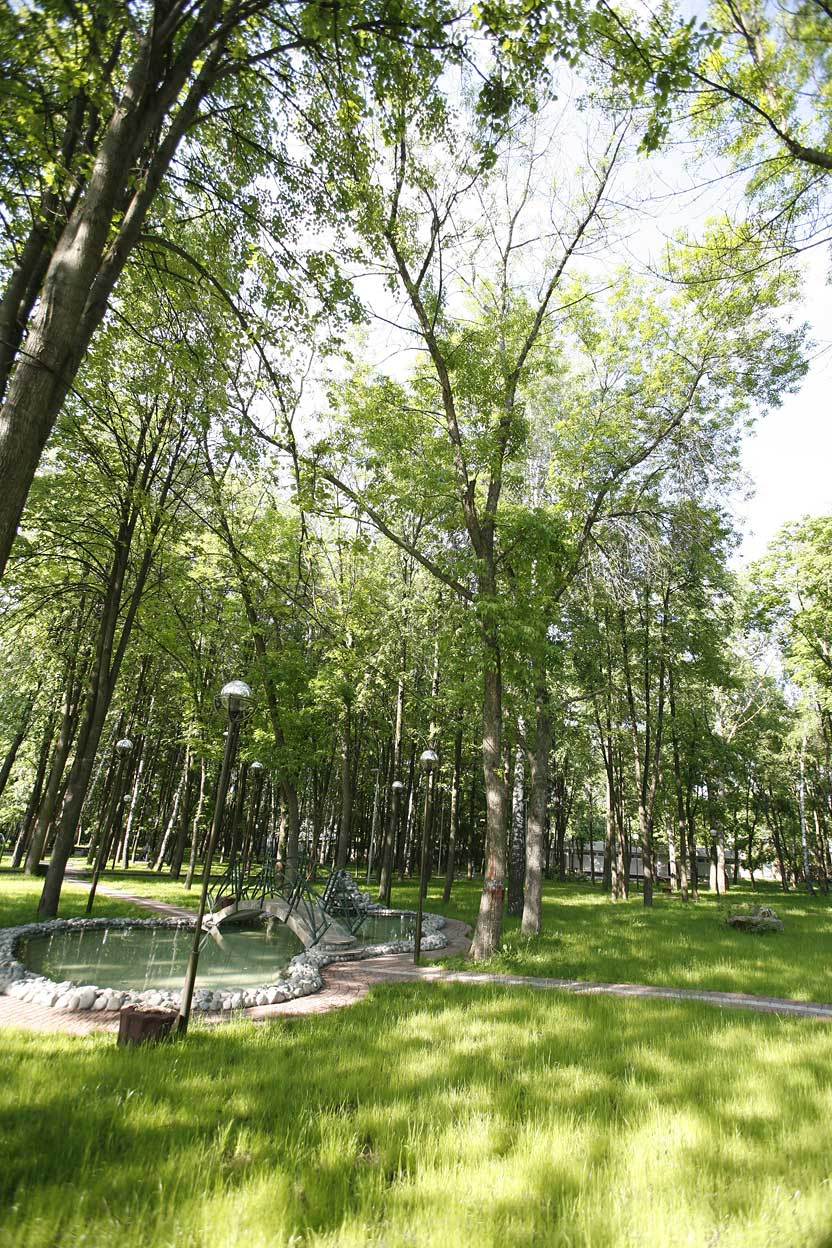
Stadspark.
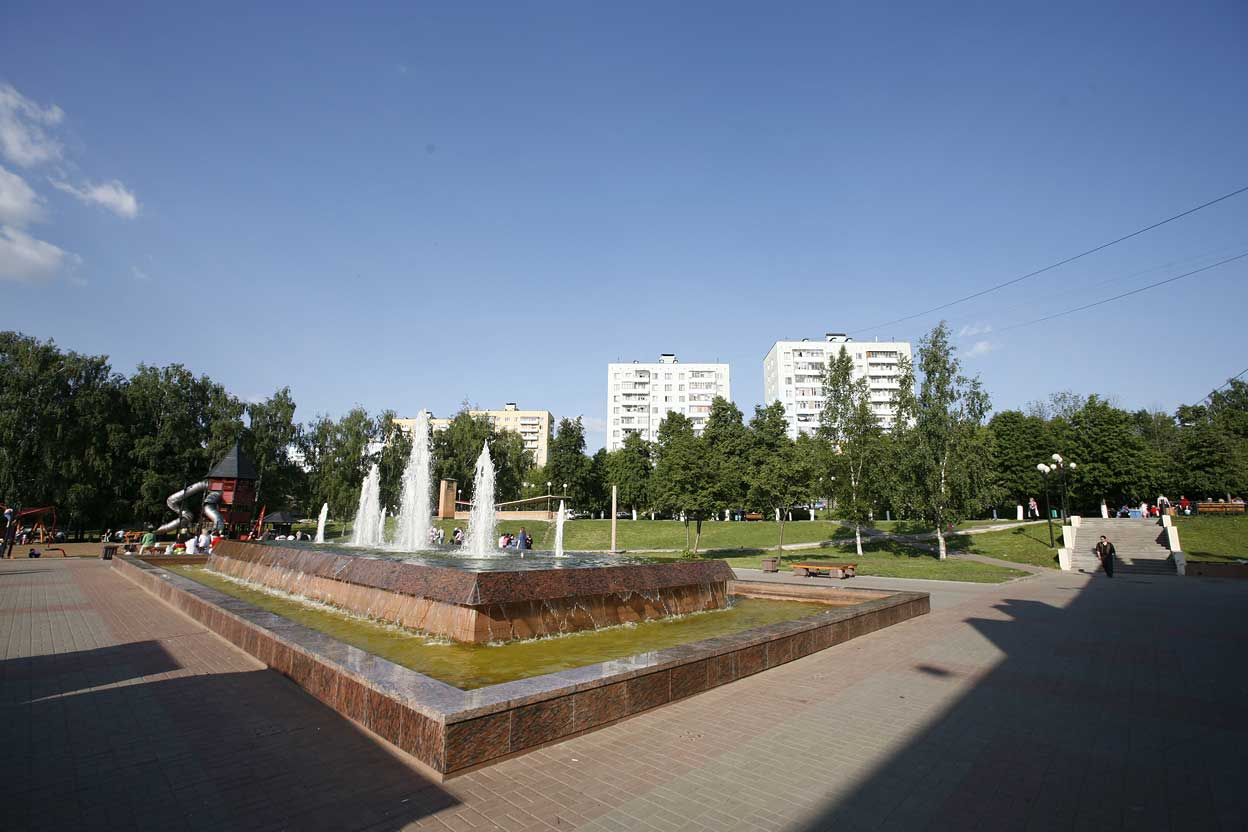
Fontein op Sovetskaja Staat.
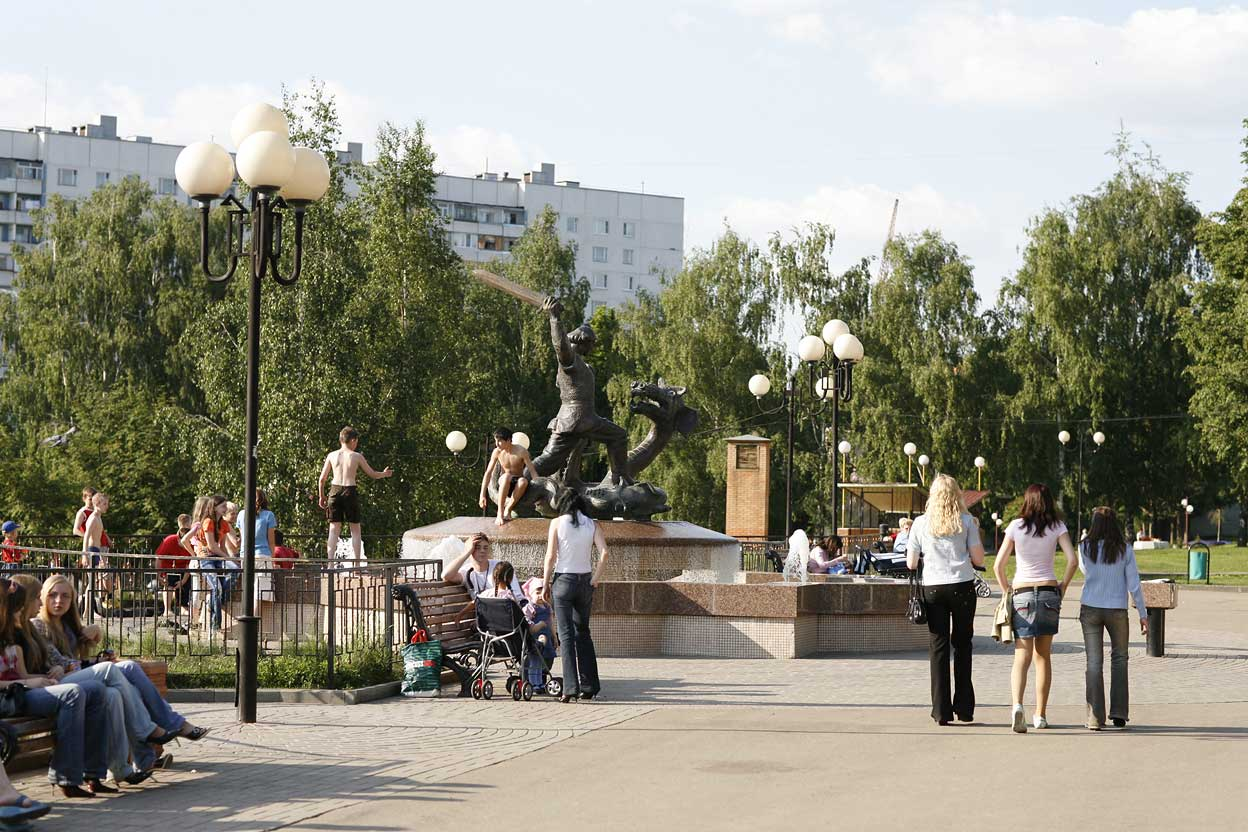
Fontein op Sovetskaja Straat.
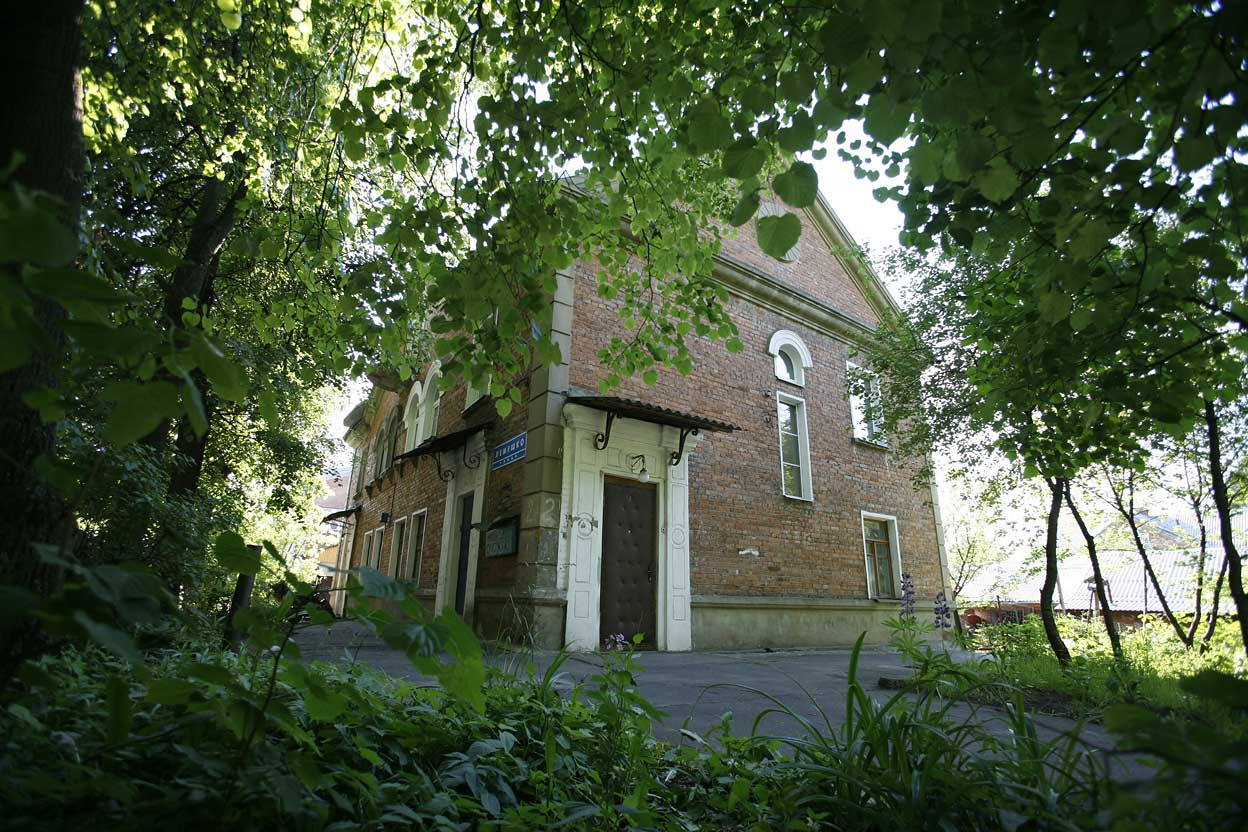
Oud huis aan de Lemesjko Straat.
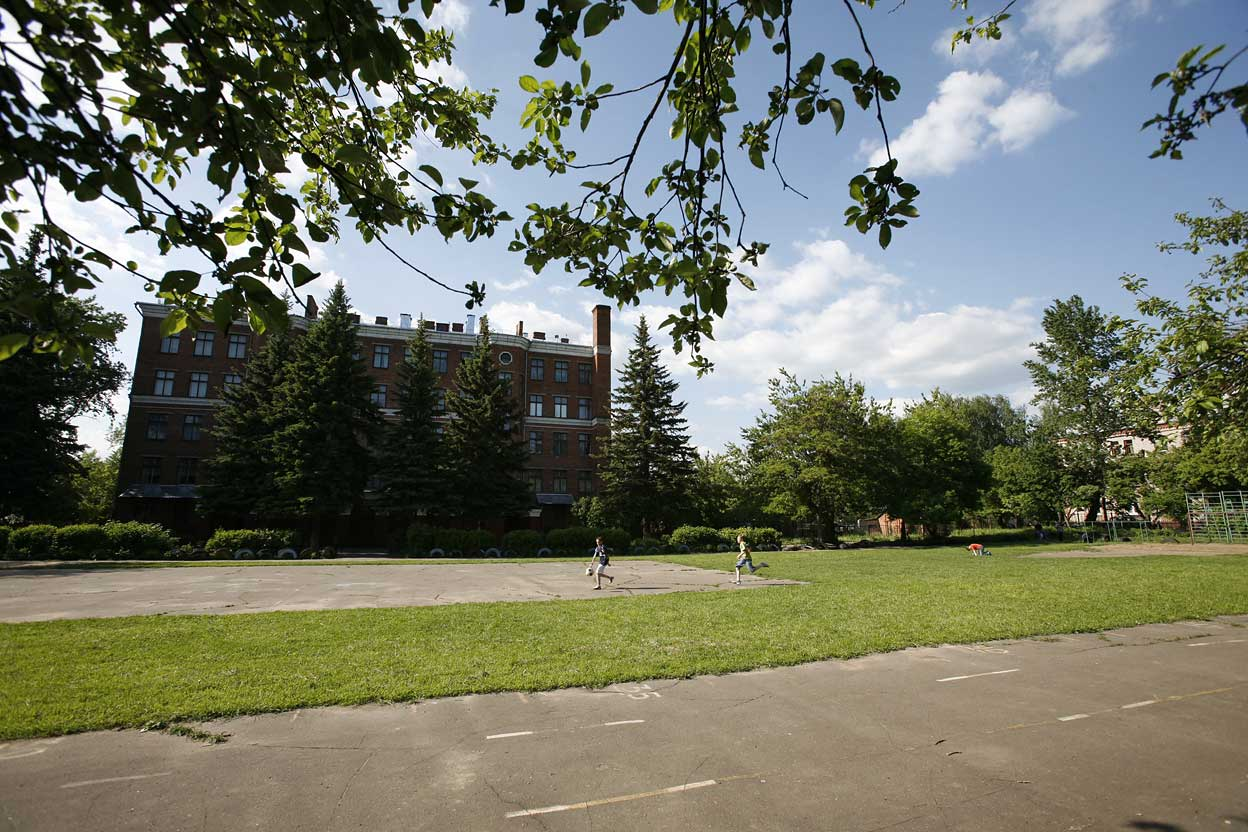
School nummer 1.
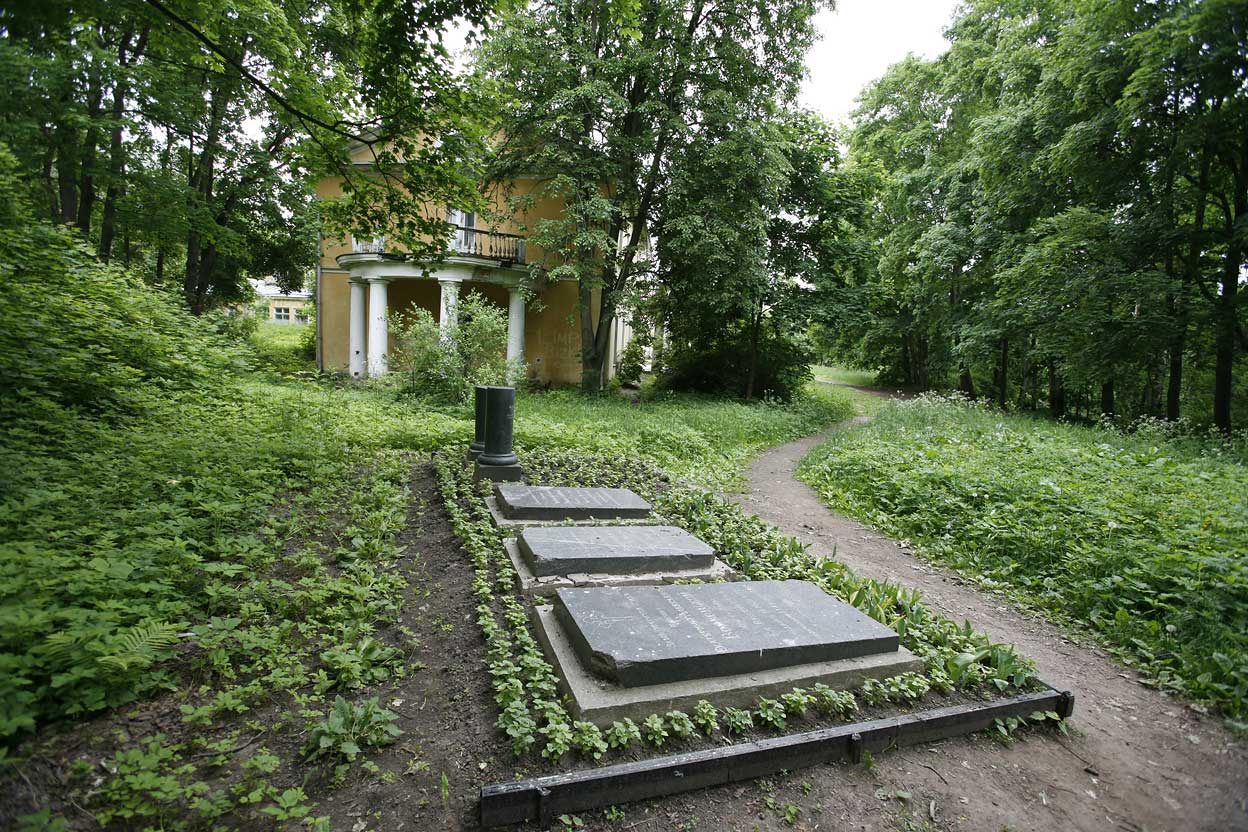
Soechanovo.

Aprelevka · Balasjicha · Bronnitsy · Chimki · Chotkovo · Dedovsk · Dmitrov · Doebna · Dolgoproedny · Domodedovo · Drezna · Dzerzjinski · Elektrogorsk · Elektro-oegli · Elektrostal · Frjazino · Golitsyno · Istra · Ivantejevka · Jachroma · Jegorjevsk · Joebilejny · Kasjira · Klimovsk · Klin · Koebinka · Koerovskoje · Kolomna · Koroljov · Kotelniki · Krasnoarmejsk · Krasnogorsk · Krasnozavodsk · Krasnoznamensk · Likino-Doeljovo · Ljoebertsy · Lobnja · Loechovitsy · Losino-Petrovski · Lytkarino · Moskovski · Mytisjtsji · Naro-Fominsk · Noginsk · Odintsovo · Orechovo-Zoejevo · Ozjerelje · Ozjory · Pavlovski Posad · Peresvet · Podolsk · Poesjkino · Poesjtsjino · Protvino · Ramenskoje · Reoetov · Roeza · Rosjal · Sergiev Posad · Serpoechov · Sjatoera · Sjtsjerbinka · Sjtsjolkovo · Solnetsjnogorsk · Staraje Koepavna · Stoepino · Taldom · Troitsk · Tsjechov · Tsjernogolovka · Vereja · Vidnoje · Volokolamsk · Voskresensk · Vysokovsk · Zarajsk · Zjeleznodorozjny · Zjoekovski · Zvenigorod